# 孫禎琦
孫禎琦（德語：Zhenqi Barthel，1987年1月9日—），德國华裔乒乓球運動員。

## 履歷
- 2002年，她移民到德國埃森。
- 2005年，由於巴特爾夫婦收養了她，所以改姓，並獲得了德國國籍。
- 2016年，与葡萄牙男子乒乓球运动员蒂亚哥·阿波罗尼亚结婚。两人婚后育有两名子女。

## 外部連結
- NBC Olympics Profile